# Гомологічна дзеркальна симетрія
Гомологічна дзеркальна симетрія — математична гіпотеза, висловлена Максимом Концевичом. Вона виникла як спроба описати математичну природу явища, вперше поміченого фізиками в теорії струн.

## Історія
У посланні до Міжнародного математичного конгресу 1994 року в Цюриху Концевич припустив, що дзеркальна симетрія для пари многовидів Калабі — Яу X і Y можна пояснити як еквівалентність тріангульованої категорії, отриманої методами алгебричної геометрії (похідної категорії когерентних пучків на X) та іншої тріангульованої категорії, що будується за допомогою симплектичної геометрії (похідної категорії Фукая на Y).
Едвард Віттен спочатку описав топологічне твістування N = (2,2) суперсиметричної теорії поля в тому, що він назвав A- і B-моделями топологічної теорії струн. У цих моделях розглядаються відображення ріманових поверхонь у так звані таргет-простори — зазвичай це многовиди Калабі — Яу. Більшість математичних прогнозів дзеркальної симетрії укладаються в рамки відомої з фізики еквівалентності A-моделі на Y і B-моделі на дзеркальному йому X. Ріманові поверхні, як многовиди без краю, можуть бути світовою поверхнею (worldsheet) замкнутої струни. Щоб описати випадок відкритих струн, додатково потрібно задати граничні умови, причому такі, що зберігають суперсиметрії. В A-моделі ці граничні умови мають форму лагранжевості підмноговидів Y з деякою додатковою структурою (званою іноді структурою брани). У B-моделі ці граничні умови мають форму голоморфності підмноговидів X з наявністю голоморфного векторного розшарування на них. Ці об'єкти й використовують для побудови описуваних тріангульованих категорій. Їх називають A- і B-браною відповідно. Морфізми в цих категоріях — усі безмасові відкриті струни, натягнуті між двома бранами.
Для замкнутих струн A- і B-моделі охоплюють тільки топологічний сектор — малу частину всієї теорії струн. Аналогічно, брани в цих моделях є лише топологічними наближеннями до повного динамічного об'єкту — D-браною. Так чи інакше, математика навіть у цьому малому секторі теорії струн і глибока, і складна.

## Приклади
Математикам вдалося перевірити цю гіпотезу тільки на кількох прикладах. У своєму початковому посланні Концевич згадав, що гіпотезу можна довести для еліптичних кривих з використанням тета-функцій. Керуючись цим припущенням, Ерік Заслоу і Олександр Поліщук надали доведення цієї гіпотези для еліптичних кривих. Фукая Кендзі навів фрагменти доведення для абелевих многовидів. Пізніше, Концевич і Ян Сойбельман надали доведення істотної частини обговорюваної гіпотези для неособливих торичних розшарувань над афінними многовидами, використовуючи ідеї SYZ-гіпотези. 2003 року Пол Сайдел довів гіпотезу для квартик.

## Ромб Ходжа
Наведену нижче таблицю називають ромбом Ходжа. Тут hp,q  — розмірності просторів (p,q)-диференціальних форм — розташовані так, щоб координати (p,q) утворювали сторони ромба. У тривимірному випадку p і q пробігають цілі значення від нуля до трійки, і ромб Ходжа, наприклад, для комплексно двовимірного многовиду має такий вигляд:
```
                 
h
2,2
         
          
h
2,1
          
h
1,2

    
h
2,0
         
h
1,1
         
h
0,2

          
h
1,0
          
h
0,1

                 
h
0,0
```

У разі еліптичної кривої, яка є комплексно одновимірним многовидом Калабі — Яу, ромб Ходжа особливо простий:
```
          1
     1         1
          1
```

У разі K3-поверхні, яка є комплексно двовимірним многовидом Калабі — Яу, оскільки її числа Бетті {1, 0, 22, 0, 1}, ромб Ходжа виглядає так:
```
                1
          0          0
     1         20         1
          0          0
                1
```

Многовиди Калабі — Яу комплексної розмірності три є першим нетривіальним прикладом дзеркальної симетрії. Дзеркально симетричні один одному пари (назвемо їх M і W) відображаються один в одного при симетрії відносно вертикальної прямої.
Ромб Ходжа многовиду M:
```
                   1
             0          0
        0          
a
         0
   1         
b
          
b
         1
        0          
a
         0
             0          0
                   1
```

Ромб Ходжа многовиду W:
```
                   1
             0          0
        0          
b
         0
   1         
a
          
a
         1
        0          
b
         0
             0          0
                   1
```

M і W відповідають A- і B-моделям у теорії струн. Дзеркальна симетрія не просто переставляє числа Бетті, вона переставляє симплектичну і комплексну структури дзеркально симетричних многовидів. У цьому суть гомологічної дзеркальної симетрії.